# Tricimba nigra
Tricimba nigra är en tvåvingeart som beskrevs av Malloch 1934. Tricimba nigra ingår i släktet Tricimba och familjen fritflugor. Inga underarter finns listade i Catalogue of Life.